# Llista de platges de Menorca
Llista de platges de Menorca segons el catàleg de platges de la Direcció General d'Emergències de la Conselleria d'Interior del Govern de les Illes Balears, amb la col·laboració de la Conselleria de Turisme i tots els ajuntaments de l'illa de Menorca.
Les platges estan ordenades seguint el litoral en sentit horari a partir del port de Maó. S'indica amb una icona les platges amb el distintiu de Bandera Blava en la temporada del 2014.
| Nom                                                                                       | Sòl i entorn             | Longitud x amplada (m) | Localització                                                                       | Codi        | Imatge |
| ----------------------------------------------------------------------------------------- | ------------------------ | ---------------------- | ---------------------------------------------------------------------------------- | ----------- | --- |
| Cala Pedrera o Cala Padera                                                                | Roques, urbà             | 41 x 50                | Es Castell 39° 52′ 30″ N, 4° 17′ 43″ E / 39.874869°N,4.295302°E                    | PL-IB-72001 | {{ca\|Cala Pedrera (es Castell)}} · {{WLE-AD-ES\|PL-IB-72001}} · {{Object location dec\|39.874869\|4.295302\|region:ES-IB_type:landmark_dim:450_source:cawiki}} · [[Categoria:Beaches of Menorca]]                          |
| Cala de Sant Esteve                                                                       | Roques, urbà             | 61 x 106               | Es Castell 39° 51′ 50″ N, 4° 17′ 55″ E / 39.863952°N,4.298653°E                    | PL-IB-72002 | {{ca\|Cala de Sant Esteve (es Castell)}} · {{WLE-AD-ES\|PL-IB-72002}} · {{Object location dec\|39.863952\|4.298653\|region:ES-IB_type:landmark_dim:1200_source:cawiki}} · [[Categoria:Cala de Sant Esteve]]                 |
| Cala Alcaufar o Cala Alcalfar                                                             | Arena, urbà              | 35 x 40                | Sant Lluís 39° 49′ 44″ N, 4° 17′ 33″ E / 39.82895°N,4.29263°E                      | PL-IB-71001 | {{ca\|Cala Alcaufar (Sant Lluís)}} · {{WLE-AD-ES\|PL-IB-71001}} · {{Object location dec\|39.82895\|4.29263\|region:ES-IB_type:landmark_dim:500_source:cawiki}} · [[Categoria:Cala Alcalfar]]                                |
| Platja de Punta Prima                                                                     | Arena, urbà              | 200 x 75               | Sant Lluís 39° 48′ 49″ N, 4° 16′ 49″ E / 39.81361°N,4.28028°E                      | PL-IB-71002 | {{ca\|Platja de Punta Prima (Sant Lluís)}} · {{WLE-AD-ES\|PL-IB-71002}} · {{Object location dec\|39.81361\|4.28028\|region:ES-IB_type:landmark_dim:600_source:cawiki}} · [[Categoria:Beaches of Menorca]]                   |
| Cala de Binibèquer o Binibeca Nou                                                         | Arena, urbà              | 400 x 40               | Sant Lluís 39° 49′ 00″ N, 4° 14′ 24″ E / 39.81659°N,4.23993°E                      | PL-IB-71003 | {{ca\|Cala de Binibèquer (Sant Lluís)}} · {{WLE-AD-ES\|PL-IB-71003}} · {{Object location dec\|39.81659\|4.23993\|region:ES-IB_type:landmark_dim:200_source:cawiki}} · [[Categoria:Beaches of Menorca]]                      |
| Caló Fondo o Racó Fondo                                                                   | Roques, semiurbà         | 150 x 10               | Sant Lluís 39° 49′ 23″ N, 4° 13′ 33″ E / 39.823009°N,4.225895°E                    | PL-IB-71005 | {{ca\|Caló Fondo (Sant Lluís)}} · {{WLE-AD-ES\|PL-IB-71005}} · {{Object location dec\|39.823009\|4.225895\|region:ES-IB_type:landmark_dim:170_source:cawiki}} · [[Categoria:Beaches of Menorca]]                            |
| Binibèquer Vell o Binibeca Vell                                                           | Arena, urbà              | 40 x 20                | Sant Lluís 39° 49′ 28″ N, 4° 13′ 27″ E / 39.824544°N,4.224287°E                    | PL-IB-71004 | {{ca\|Binibèquer Vell (Sant Lluís)}} · {{WLE-AD-ES\|PL-IB-71004}} · {{Object location dec\|39.824544\|4.224287\|region:ES-IB_type:landmark_dim:80_source:cawiki}} · [[Categoria:Beaches of Menorca]]                        |
| Cala Binissafúller o Platja de Binissafúller, Binissafua                                  | Arena, semiurbà          | 55 x 40                | Sant Lluís 39° 49′ 45″ N, 4° 13′ 07″ E / 39.82917°N,4.21860°E                      | PL-IB-71006 | {{ca\|Cala Binissafúller (Sant Lluís)}} · {{WLE-AD-ES\|PL-IB-71006}} · {{Object location dec\|39.82917\|4.21860\|region:ES-IB_type:landmark_dim:400_source:cawiki}} · [[Categoria:Beaches of Menorca]]                      |
| Caló Blanc o Cala Blanc                                                                   | Roques, semiurbà         | 50 x 20                | Sant Lluís 39° 49′ 43″ N, 4° 12′ 34″ E / 39.82864°N,4.20944°E                      | PL-IB-71007 | {{ca\|Caló Blanc (Sant Lluís)}} · {{WLE-AD-ES\|PL-IB-71007}} · {{Object location dec\|39.82864\|4.20944\|region:ES-IB_type:landmark_dim:120_source:cawiki}} · [[Categoria:Beaches of Menorca]]                              |
| Cala Binidalí                                                                             | Arena, natural           | 20 x 46                | Maó 39° 50′ 04″ N, 4° 11′ 53″ E / 39.83443°N,4.19798°E                             | PL-IB-70103 | {{ca\|Cala Binidalí (Maó)}} · {{WLE-AD-ES\|PL-IB-70103}} · {{Object location dec\|39.83443\|4.19798\|region:ES-IB_type:landmark_dim:360_source:cawiki}} · [[Categoria:Beaches of Menorca]]                                  |
| Es Canutells o Cala Canutells                                                             | Arena, semiurbà          | 60 x 50                | Maó 39° 51′ 09″ N, 4° 10′ 06″ E / 39.85257°N,4.16831°E                             | PL-IB-70104 | {{ca\|Es Canutells (Maó)}} · {{WLE-AD-ES\|PL-IB-70104}} · {{Object location dec\|39.85257\|4.16831\|region:ES-IB_type:landmark_dim:540_source:cawiki}} · [[Categoria:Cala des Canutells]]                                   |
| Cales Coves o Calescoves                                                                  | Grava, natural           | 50 x 30                | Alaior 39° 53′ 28″ N, 4° 04′ 55″ E / 39.891111°N,4.081944°E                        | PL-IB-73002 | {{ca\|Cales Coves (Alaior)}} · {{WLE-AD-ES\|PL-IB-73002}} · {{Object location dec\|39.891111\|4.081944\|region:ES-IB_type:landmark_dim:500_source:cawiki}} · [[Categoria:Cales Coves]]                                      |
| Cala en Porter                                                                            | Arena, urbà              | 150 x 200              | Alaior 39° 52′ 16″ N, 4° 07′ 56″ E / 39.8710°N,4.1321°E                            | PL-IB-73001 | {{ca\|Cala en Porter (Alaior)}} · {{WLE-AD-ES\|PL-IB-73001}} · {{Object location dec\|39.8710\|4.1321\|region:ES-IB_type:landmark_dim:780_source:cawiki}} · [[Categoria:Cala en Porter]]                                    |
| Cala de Sant Llorenç                                                                      | Grava, natural           |                        | Alaior 39° 52′ 59″ N, 4° 05′ 38″ E / 39.88316°N,4.09376°E                          | PL-IB-73004 | {{ca\|Cala de Sant Llorenç (Alaior)}} · {{WLE-AD-ES\|PL-IB-73004}} · {{Object location dec\|39.88316\|4.09376\|region:ES-IB_type:landmark_dim:180_source:cawiki}} · [[Categoria:Beaches of Menorca]]                        |
| Cala Llucalari                                                                            | Arena, natural           |                        | Alaior 39° 53′ 28″ N, 4° 04′ 55″ E / 39.89124°N,4.08198°E                          | PL-IB-73005 | {{ca\|Cala Llucalari (Alaior)}} · {{WLE-AD-ES\|PL-IB-73005}} · {{Object location dec\|39.89124\|4.08198\|region:ES-IB_type:landmark_dim:200_source:cawiki}} · [[Categoria:Cala Llucalari]]                                  |
| Son Bou o platges de Son Bou                                                              | Arena, semiurbà          | 2.400 x 120            | Alaior 39° 54′ 06″ N, 4° 04′ 03″ E / 39.90156°N,4.06749°E                          | PL-IB-73003 | {{ca\|Son Bou (Alaior)}} · {{WLE-AD-ES\|PL-IB-73003}} · {{Object location dec\|39.90156\|4.06749\|region:ES-IB_type:landmark_dim:2500_source:cawiki}} · [[Categoria:Son Bou]]                                               |
| Platja d'Atalis, Atàlix o Talis                                                           | Arena, natural           | 10 x 1                 | Es Migjorn Gran 39° 54′ 39″ N, 4° 02′ 49″ E / 39.910706°N,4.046992°E               | PL-IB-74901 | {{ca\|Platja d'Atalis (es Migjorn Gran)}} · {{WLE-AD-ES\|PL-IB-74901}} · {{Object location dec\|39.910706\|4.046992\|region:ES-IB_type:landmark_dim:170_source:cawiki}} · [[Categoria:Beaches of Menorca]]                  |
| Platja de Sant Tomàs                                                                      | Arena, urbà              | 750 x 43               | Es Migjorn Gran 39° 54′ 49″ N, 4° 02′ 29″ E / 39.91372°N,4.04128°E                 | PL-IB-74902 | {{ca\|Platja de Sant Tomàs (es Migjorn Gran)}} · {{WLE-AD-ES\|PL-IB-74902}} · {{Object location dec\|39.91372\|4.04128\|region:ES-IB_type:landmark_dim:700_source:cawiki}} · [[Categoria:Platja de Sant Tomàs]]             |
| Platja de Binicodrell o Sant Adeodat                                                      | Arena, urbà              | 490 x 27               | Es Migjorn Gran 39° 55′ 00″ N, 4° 02′ 03″ E / 39.91669°N,4.03424°E                 | PL-IB-74903 | {{ca\|Platja de Binicodrell (es Migjorn Gran)}} · {{WLE-AD-ES\|PL-IB-74903}} · {{Object location dec\|39.91669\|4.03424\|region:ES-IB_type:landmark_dim:500_source:cawiki}} · [[Categoria:Platja de Sant Adeodat]]          |
| Platja de Binigaus                                                                        | Arena, natural protegit  | 1.150 x 44             | Es Migjorn Gran 39° 55′ 10″ N, 4° 01′ 39″ E / 39.91952°N,4.02737°E                 | PL-IB-74904 | {{ca\|Platja de Binigaus (es Migjorn Gran)}} · {{WLE-AD-ES\|PL-IB-74904}} · {{Object location dec\|39.91952\|4.02737\|region:ES-IB_type:landmark_dim:1200_source:cawiki}} · [[Categoria:Platja de Binigaus]]                |
| Cala Escorxada                                                                            | Arena, natural           | 100 x 30               | Es Migjorn Gran 39° 55′ 32″ N, 4° 00′ 15″ E / 39.92547°N,4.00406°E                 | PL-IB-74905 | {{ca\|Cala Escorxada (es Migjorn Gran)}} · {{WLE-AD-ES\|PL-IB-74905}} · {{Object location dec\|39.92547\|4.00406\|region:ES-IB_type:landmark_dim:280_source:cawiki}} · [[Categoria:Cala Escorxada]]                         |
| Cala Fustam                                                                               | Arena, natural           | 100 x 30               | Es Migjorn Gran 39° 55′ 34″ N, 4° 00′ 03″ E / 39.92611°N,4.00091°E                 | PL-IB-74906 | {{ca\|Cala Fustam (es Migjorn Gran)}} · {{WLE-AD-ES\|PL-IB-74906}} · {{Object location dec\|39.92611\|4.00091\|region:ES-IB_type:landmark_dim:240_source:cawiki}} · [[Categoria:Cala Fustam, Menorca]]                      |
| Cala Trebalúger                                                                           | Arena, natural           | 175 x 40               | Es Migjorn Gran 39° 55′ 53″ N, 3° 59′ 21″ E / 39.93139°N,3.98917°E                 | PL-IB-74907 | {{ca\|Cala Trebalúger (es Migjorn Gran)}} · {{WLE-AD-ES\|PL-IB-74907}} · {{Object location dec\|39.93139\|3.98917\|region:ES-IB_type:landmark_dim:500_source:cawiki}} · [[Categoria:Cala Trebalúger]]                       |
| Cala Mitjana i Cala Mitjaneta                                                             | Arena, natural protegit  | 100 x 140              | Ferreries 39° 56′ 04″ N, 3° 58′ 22″ E / 39.93440°N,3.97267°E                       | PL-IB-75002 | {{ca\|Cala Mitjana (Ferreries)}} · {{WLE-AD-ES\|PL-IB-75002}} · {{Object location dec\|39.93440\|3.97267\|region:ES-IB_type:landmark_dim:460_source:cawiki}} · [[Categoria:Cala Mitjana, Menorca]]                          |
| Cala Galdana o Cala Santa Galdana                                                         | Arena, semiurbà          | 450 x 45               | Ferreries 39° 56′ 16″ N, 3° 57′ 38″ E / 39.93774°N,3.96059°E                       | PL-IB-75003 | {{ca\|Cala Galdana (Ferreries)}} · {{WLE-AD-ES\|PL-IB-75003}} · {{Object location dec\|39.93774\|3.96059\|region:ES-IB_type:landmark_dim:750_source:cawiki}} · [[Categoria:Cala Galdana]]                                   |
| Platja de Macarella o Cala Macarella                                                      | Arena, natural protegit  | 140 x 40               | Ciutadella Macarella 39° 56′ 19″ N, 3° 56′ 14″ E / 39.93862°N,3.93710°E            | PL-IB-76002 | {{ca\|Platja de Macarella (Ciutadella)}} · {{WLE-AD-ES\|PL-IB-76002}} · {{Object location dec\|39.93862\|3.93710\|region:ES-IB_type:landmark_dim:350_source:cawiki}} · [[Categoria:Macarella]]                              |
| Platja de Macarelleta                                                                     | Arena, natural protegit  | 20 x 40                | Ciutadella Macarella 39° 56′ 10″ N, 3° 56′ 05″ E / 39.93620°N,3.93485°E            | PL-IB-76003 | {{ca\|Platja de Macarelleta (Ciutadella)}} · {{WLE-AD-ES\|PL-IB-76003}} · {{Object location dec\|39.93620\|3.93485\|region:ES-IB_type:landmark_dim:150_source:cawiki}} · [[Categoria:Macarelleta]]                          |
| Cala en Turqueta                                                                          | Arena, natural protegit  | 110 x 25               | Ciutadella 39° 55′ 56″ N, 3° 54′ 55″ E / 39.93226°N,3.91536°E                      | PL-IB-76004 | {{ca\|Cala en Turqueta (Ciutadella)}} · {{WLE-AD-ES\|PL-IB-76004}} · {{Object location dec\|39.93226\|3.91536\|region:ES-IB_type:landmark_dim:360_source:cawiki}} · [[Categoria:Cala en Turqueta]]                          |
| Platja des Talaier o Cala des Talaier                                                     | Arena, natural protegit  | 50 x 80                | Ciutadella 39° 55′ 36″ N, 3° 54′ 10″ E / 39.92675°N,3.90274°E                      | PL-IB-76005 | {{ca\|Platja des Talaier (Ciutadella)}} · {{WLE-AD-ES\|PL-IB-76005}} · {{Object location dec\|39.92675\|3.90274\|region:ES-IB_type:landmark_dim:180_source:cawiki}} · [[Categoria:Platja des Talaier, Menorca]]             |
| Platja de Son Saura, Bellavista o Platja de Llevant de Son Saura                          | Arena, natural protegit  | 310 x 40               | Ciutadella Platges de Son Saura 39° 55′ 37″ N, 3° 53′ 49″ E / 39.92695°N,3.89691°E | PL-IB-76006 | {{ca\|Platja de Son Saura (Ciutadella)}} · {{WLE-AD-ES\|PL-IB-76006}} · {{Object location dec\|39.92695\|3.89691\|region:ES-IB_type:landmark_dim:350_source:cawiki}} · [[Categoria:Arenal de Son Saura]]                    |
| Platja des Banyuls o Platja de Ponent de Son Saura                                        | Arena, natural           | 200 x 40               | Ciutadella Platges de Son Saura 39° 55′ 40″ N, 3° 53′ 32″ E / 39.92777°N,3.89212°E | PL-IB-76007 | {{ca\|Platja des Banyuls (Ciutadella)}} · {{WLE-AD-ES\|PL-IB-76007}} · {{Object location dec\|39.92777\|3.89212\|region:ES-IB_type:landmark_dim:230_source:cawiki}} · [[Categoria:Beaches of Menorca]]                      |
| Platja de Son Xoriguer i platja de Son Aparats                                            | Arena, urbà              | 130 x 25               | Ciutadella 39° 55′ 33″ N, 3° 50′ 34″ E / 39.92579°N,3.84282°E                      | PL-IB-76008 | {{ca\|Platja de Son Xoriguer (Ciutadella)}} · {{WLE-AD-ES\|PL-IB-76008}} · {{Object location dec\|39.92579\|3.84282\|region:ES-IB_type:landmark_dim:450_source:cawiki}} · [[Categoria:Beaches of Menorca]]                  |
| Cala en Bosc o Cala en Bosch                                                              | Arena, urbà              | 80 x 80                | Ciutadella 39° 55′ 35″ N, 3° 50′ 15″ E / 39.92651°N,3.83753°E                      | PL-IB-76009 | {{ca\|Cala en Bosc (Ciutadella)}} · {{WLE-AD-ES\|PL-IB-76009}} · {{Object location dec\|39.92651\|3.83753\|region:ES-IB_type:landmark_dim:340_source:cawiki}} · [[Categoria:Cala en Bosch]]                                 |
| Cala Blanca                                                                               | Arena, semiurbà          | 40 x 150               | Ciutadella 39° 58′ 04″ N, 3° 50′ 10″ E / 39.96774°N,3.83604°E                      | PL-IB-76010 | {{ca\|Cala Blanca (Ciutadella)}} · {{WLE-AD-ES\|PL-IB-76010}} · {{Object location dec\|39.96774\|3.83604\|region:ES-IB_type:landmark_dim:540_source:cawiki}} · [[Categoria:Cala Blanca (Menorca)]]                          |
| Platja de Santandria o Cala Santandria                                                    | Arena, urbà              | 110 x 25               | Ciutadella 39° 58′ 40″ N, 3° 50′ 21″ E / 39.97768°N,3.83916°E                      | PL-IB-76011 | {{ca\|Platja de Santandria (Ciutadella)}} · {{WLE-AD-ES\|PL-IB-76011}} · {{Object location dec\|39.97768\|3.83916\|region:ES-IB_type:landmark_dim:900_source:cawiki}} · [[Categoria:Beaches of Menorca]]                    |
| Sa Caleta i Caleta d'en Gorrias                                                           | Arena, semiurbà          | 60 x 15                | Ciutadella 39° 58′ 54″ N, 3° 50′ 04″ E / 39.98159°N,3.83455°E                      | PL-IB-76012 | {{ca\|Sa Caleta (Ciutadella)}} · {{WLE-AD-ES\|PL-IB-76012}} · {{Object location dec\|39.98159\|3.83455\|region:ES-IB_type:landmark_dim:460_source:cawiki}} · [[Categoria:Beaches of Menorca]]                               |
| Cala des Degollador o sa Platja Gran                                                      | Arena, urbà              | 30 x 35                | Ciutadella 39° 59′ 39″ N, 3° 50′ 09″ E / 39.99424°N,3.83577°E                      | PL-IB-76013 | {{ca\|Cala des Degollador (Ciutadella)}} · {{WLE-AD-ES\|PL-IB-76013}} · {{Object location dec\|39.99424\|3.83577\|region:ES-IB_type:landmark_dim:1000_source:cawiki}} · [[Categoria:Beaches of Menorca]]                    |
| Cala en Blanes                                                                            | Arena, urbà              | 30 x 42                | Ciutadella 40° 00′ 03″ N, 3° 48′ 48″ E / 40.00071°N,3.81334°E                      | PL-IB-76014 | {{ca\|Cala en Blanes (Ciutadella)}} · {{WLE-AD-ES\|PL-IB-76014}} · {{Object location dec\|40.00071\|3.81334\|region:ES-IB_type:landmark_dim:700_source:cawiki}} · [[Categoria:Beaches of Menorca]]                          |
| Cala en Brut                                                                              | Roques, urbà             | 75 x 4                 | Ciutadella 40° 00′ 05″ N, 3° 48′ 22″ E / 40.001476°N,3.805975°E                    | PL-IB-76015 | {{ca\|Cala en Brut (Ciutadella)}} · {{WLE-AD-ES\|PL-IB-76015}} · {{Object location dec\|40.001476\|3.805975\|region:ES-IB_type:landmark_dim:280_source:cawiki}} · [[Categoria:Cala en Brut]]                                |
| Cala en Forcat                                                                            | Arena, urbà              | 25 x 13                | Ciutadella 39° 59′ 58″ N, 3° 47′ 59″ E / 39.99939°N,3.79977°E                      | PL-IB-76016 | {{ca\|Cala en Forcat (Ciutadella)}} · {{WLE-AD-ES\|PL-IB-76016}} · {{Object location dec\|39.99939\|3.79977\|region:ES-IB_type:landmark_dim:360_source:cawiki}} · [[Categoria:Beaches of Menorca]]                          |
| Cales Piques                                                                              | Arena, urbà              | 20 x 25                | Ciutadella 40° 00′ 13″ N, 3° 47′ 54″ E / 40.00360°N,3.79824°E                      | PL-IB-76017 | {{ca\|Cales Piques (Ciutadella)}} · {{WLE-AD-ES\|PL-IB-76017}} · {{Object location dec\|40.00360\|3.79824\|region:ES-IB_type:landmark_dim:200_source:cawiki}} · [[Categoria:Beaches of Menorca]]                            |
| Cala es Pous, Cales Pous o Cala Pous                                                      | Còdols, natural          | 5 x 10                 | Ciutadella 40° 03′ 01″ N, 3° 49′ 35″ E / 40.050153°N,3.826487°E                    | PL-IB-76018 | {{ca\|Cala es Pous (Ciutadella)}} · {{WLE-AD-ES\|PL-IB-76018}} · {{Object location dec\|40.050153\|3.826487\|region:ES-IB_type:landmark_dim:460_source:cawiki}} · [[Categoria:Beaches of Menorca]]                          |
| Cala es Morts, Cala Morts o Cala en Morts                                                 | Còdols, natural          | 9 x 18                 | Ciutadella 40° 02′ 58″ N, 3° 49′ 50″ E / 40.049516°N,3.830568°E                    | PL-IB-76019 | {{ca\|Cala es Morts (Ciutadella)}} · {{WLE-AD-ES\|PL-IB-76019}} · {{Object location dec\|40.049516\|3.830568\|region:ES-IB_type:landmark_dim:480_source:cawiki}} · [[Categoria:Beaches of Menorca]]                         |
| Cala Morell                                                                               | Arena, semiurbà protegit | 200 x 75               | Ciutadella 40° 03′ 11″ N, 3° 52′ 57″ E / 40.05306°N,3.88242°E                      | PL-IB-76020 | {{ca\|Cala Morell (Ciutadella)}} · {{WLE-AD-ES\|PL-IB-76020}} · {{Object location dec\|40.05306\|3.88242\|region:ES-IB_type:landmark_dim:400_source:cawiki}} · [[Categoria:Cala Morell]]                                    |
| Platja de ses Fontanelles o Cala Fontanelles                                              | Arena, natural protegit  | 60 x 12                | Ciutadella Cala d'Algaiarens 40° 02′ 47″ N, 3° 54′ 53″ E / 40.04646°N,3.91465°E    | PL-IB-76021 | {{ca\|Platja de ses Fontanelles (Ciutadella)}} · {{WLE-AD-ES\|PL-IB-76021}} · {{Object location dec\|40.04646\|3.91465\|region:ES-IB_type:landmark_dim:370_source:cawiki}} · [[Categoria:Ses Fontanelles, Menorca]]         |
| Platja des Tancats o Platja d'Algaiarens                                                  | Arena, natural protegit  | 440 x 40               | Ciutadella Cala d'Algaiarens 40° 02′ 46″ N, 3° 55′ 21″ E / 40.04606°N,3.92252°E    | PL-IB-76022 | {{ca\|Platja des Tancats (Ciutadella)}} · {{WLE-AD-ES\|PL-IB-76022}} · {{Object location dec\|40.04606\|3.92252\|region:ES-IB_type:landmark_dim:350_source:cawiki}} · [[Categoria:Algaiarens]]                              |
| Platja des Bot                                                                            | Arena, natural           | 150 x 70               | Ciutadella Cala d'Algaiarens 40° 02′ 59″ N, 3° 55′ 28″ E / 40.04962°N,3.92444°E    | PL-IB-76023 | {{ca\|Platja des Bot (Ciutadella)}} · {{WLE-AD-ES\|PL-IB-76023}} · {{Object location dec\|40.04962\|3.92444\|region:ES-IB_type:landmark_dim:250_source:cawiki}} · [[Categoria:Beaches of Menorca]]                          |
| Cala Carbó                                                                                | Còdols, natural protegit | 220 x 55               | Ciutadella 40° 03′ 30″ N, 3° 55′ 53″ E / 40.05833°N,3.93136°E                      | PL-IB-76024 | {{ca\|Cala Carbó (Ciutadella)}} · {{WLE-AD-ES\|PL-IB-76024}} · {{Object location dec\|40.05833\|3.93136\|region:ES-IB_type:landmark_dim:540_source:cawiki}} · [[Categoria:Beaches of Menorca]]                              |
| Cala del Pilar                                                                            | Arena, natural protegit  | 250 x 40               | Ciutadella 40° 03′ 03″ N, 3° 58′ 42″ E / 40.05092°N,3.97844°E                      | PL-IB-76001 | {{ca\|Cala del Pilar (Ciutadella)}} · {{WLE-AD-ES\|PL-IB-76001}} · {{Object location dec\|40.05092\|3.97844\|region:ES-IB_type:landmark_dim:290_source:cawiki}} · [[Categoria:Cala Pilar]]                                  |
| Ets Alocs                                                                                 | Còdols, natural protegit | 60 x 70                | Ferreries 40° 03′ 08″ N, 3° 59′ 15″ E / 40.05234°N,3.98757°E                       | PL-IB-75001 | {{ca\|Ets Alocs (Ferreries)}} · {{WLE-AD-ES\|PL-IB-75001}} · {{Object location dec\|40.05234\|3.98757\|region:ES-IB_type:landmark_dim:160_source:cawiki}} · [[Categoria:Ets Alocs]]                                         |
| Cala Calderer o Cala en Calderer                                                          |                          |                        | Es Mercadal 40° 03′ 19″ N, 4° 00′ 58″ E / 40.05535°N,4.01617°E                     | PL-IB-74001 | {{ca\|Cala Calderer (es Mercadal)}} · {{WLE-AD-ES\|PL-IB-74001}} · {{Object location dec\|40.05535\|4.01617\|region:ES-IB_type:landmark_dim:250_source:cawiki}} · [[Categoria:Beaches of Menorca]]                          |
| Cala Barril                                                                               |                          |                        | Es Mercadal 40° 03′ 44″ N, 4° 01′ 43″ E / 40.06211°N,4.02858°E                     | PL-IB-74002 | {{ca\|Cala Barril (es Mercadal)}} · {{WLE-AD-ES\|PL-IB-74002}} · {{Object location dec\|40.06211\|4.02858\|region:ES-IB_type:landmark_dim:150_source:cawiki}} · [[Categoria:Beaches of Menorca]]                            |
| Cala Pregonda i Platja de s'Alairó                                                        |                          |                        | Es Mercadal 40° 03′ 25″ N, 4° 02′ 26″ E / 40.05689°N,4.04057°E                     | PL-IB-74003 | {{ca\|Cala Pregonda (es Mercadal)}} · {{WLE-AD-ES\|PL-IB-74003}} · {{Object location dec\|40.05689\|4.04057\|region:ES-IB_type:landmark_dim:800_source:cawiki}} · [[Categoria:Cala Pregonda]]                               |
| Platja de Binimel·là                                                                      | Arena, natural protegit  | 400 x 55               | Es Mercadal 40° 03′ 06″ N, 4° 03′ 11″ E / 40.05171°N,4.05319°E                     | PL-IB-74004 | {{ca\|Platja de Binimel·là (es Mercadal)}} · {{WLE-AD-ES\|PL-IB-74004}} · {{Object location dec\|40.05171\|4.05319\|region:ES-IB_type:landmark_dim:340_source:cawiki}} · [[Categoria:Platja de Binimel·là, Menorca]]        |
| Cala Mica                                                                                 |                          |                        | Es Mercadal 40° 03′ 22″ N, 4° 03′ 57″ E / 40.05619°N,4.06592°E                     | PL-IB-74005 | {{ca\|Cala Mica (es Mercadal)}} · {{WLE-AD-ES\|PL-IB-74005}} · {{Object location dec\|40.05619\|4.06592\|region:ES-IB_type:landmark_dim:300_source:cawiki}} · [[Categoria:Cala Mica]]                                       |
| Es Macar de Ferragut o ses Pesqueres                                                      |                          |                        | Es Mercadal 40° 03′ 30″ N, 4° 04′ 14″ E / 40.05835°N,4.07067°E                     | PL-IB-7400  | {{ca\|Es Macar de Ferragut (es Mercadal)}} · {{WLE-AD-ES\|PL-IB-7400}} · {{Object location dec\|40.05835\|4.07067\|region:ES-IB_type:landmark_dim:360_source:cawiki}} · [[Categoria:Beaches of Menorca]]                    |
| Platges de Cavalleria i platja de Ferragut                                                | Arena, natural           | 450 x 22               | Es Mercadal 40° 03′ 33″ N, 4° 04′ 33″ E / 40.05921°N,4.07592°E                     | PL-IB-74006 | {{ca\|Platja de Cavalleria (es Mercadal)}} · {{WLE-AD-ES\|PL-IB-74006}} · {{Object location dec\|40.05921\|4.07592\|region:ES-IB_type:landmark_dim:450_source:cawiki}} · [[Categoria:Platges de Cavalleria]]                |
| Cala Torta                                                                                |                          |                        | Es Mercadal 40° 04′ 00″ N, 4° 04′ 44″ E / 40.066701°N,4.078998°E                   | PL-IB-74008 | {{ca\|Cala Torta (es Mercadal)}} · {{WLE-AD-ES\|PL-IB-74008}} · {{Object location dec\|40.066701\|4.078998\|region:ES-IB_type:landmark_dim:180_source:cawiki}} · [[Categoria:Beaches of Menorca]]                           |
| Cala Viola o Cala Viola de Ponent                                                         |                          |                        | Es Mercadal 40° 04′ 34″ N, 4° 05′ 27″ E / 40.07610°N,4.09096°E                     | PL-IB-74009 | {{ca\|Cala Viola de Ponent (es Mercadal)}} · {{WLE-AD-ES\|PL-IB-74009}} · {{Object location dec\|40.07610\|4.09096\|region:ES-IB_type:landmark_dim:220_source:cawiki}} · [[Categoria:Cala Viola]]                           |
| Cala Tirant o Arenal de Tirant                                                            | Arena, semiurbà protegit | 570 x 90               | Es Mercadal 40° 02′ 39″ N, 4° 06′ 20″ E / 40.04418°N,4.10567°E                     | PL-IB-74011 | {{ca\|Cala Tirant (es Mercadal)}} · {{WLE-AD-ES\|PL-IB-74011}} · {{Object location dec\|40.04418\|4.10567\|region:ES-IB_type:landmark_dim:760_source:cawiki}} · [[Categoria:Cala Tirant]]                                   |
| Ses Salines o Platja Rodona                                                               |                          |                        | Es Mercadal Badia de Fornells 40° 02′ 28″ N, 4° 07′ 27″ E / 40.040983°N,4.124302°E | PL-IB-74015 | {{ca\|Ses Salines (es Mercadal)}} · {{WLE-AD-ES\|PL-IB-74015}} · {{Object location dec\|40.040983\|4.124302\|region:ES-IB_type:landmark_dim:400_source:cawiki}} · [[Categoria:Beaches of Menorca]]                          |
| Platja es Pou de sa Bufereta                                                              |                          |                        | Es Mercadal Badia de Fornells 40° 02′ 55″ N, 4° 08′ 33″ E / 40.04853°N,4.14248°E   | PL-IB-74016 | {{ca\|Platja es Pou de sa Bufereta (es Mercadal)}} · {{WLE-AD-ES\|PL-IB-74016}} · {{Object location dec\|40.04853\|4.14248\|region:ES-IB_type:landmark_dim:150_source:cawiki}} · [[Categoria:Beaches of Menorca]]           |
| Macar d'en Tosqueta i Cala en Tosqueta                                                    |                          |                        | Es Mercadal 40° 03′ 29″ N, 4° 09′ 53″ E / 40.05808°N,4.16474°E                     | PL-IB-74019 | {{ca\|Macar d'en Tosqueta (es Mercadal)}} · {{WLE-AD-ES\|PL-IB-74019}} · {{Object location dec\|40.05808\|4.16474\|region:ES-IB_type:landmark_dim:400_source:cawiki}} · [[Categoria:Beaches of Menorca]]                    |
| Cala Pudenta o Cala Pudent: Macar de Cala Pudenta i es Maresos                            |                          |                        | Es Mercadal 40° 02′ 30″ N, 4° 09′ 34″ E / 40.041688°N,4.159371°E                   | PL-IB-7402  | {{ca\|Cala Pudenta (es Mercadal)}} · {{WLE-AD-ES\|PL-IB-7402}} · {{Object location dec\|40.041688\|4.159371\|region:ES-IB_type:landmark_dim:580_source:cawiki}} · [[Categoria:Cala Pudenta]]                                |
| Arenal de Son Saura, Arenal de s'Olla de Son Saura, Arenal de s'Olla o Platja de Son Parc | Arena, semiurbà protegit | 330 x 60               | Es Mercadal 40° 01′ 59″ N, 4° 09′ 43″ E / 40.03318°N,4.16203°E                     | PL-IB-74020 | {{ca\|Arenal de Son Saura (es Mercadal)}} · {{WLE-AD-ES\|PL-IB-74020}} · {{Object location dec\|40.03318\|4.16203\|region:ES-IB_type:landmark_dim:670_source:cawiki}} · [[Categoria:Arenal de Son Saura del Nord, Menorca]] |
| Arenal d'en Castell o Arenal des Castell                                                  | Arena, semiurbà          | 650 x 20               | Es Mercadal 40° 01′ 19″ N, 4° 11′ 00″ E / 40.02187°N,4.18347°E                     | PL-IB-74022 | {{ca\|Arenal d'en Castell (es Mercadal)}} · {{WLE-AD-ES\|PL-IB-74022}} · {{Object location dec\|40.02187\|4.18347\|region:ES-IB_type:landmark_dim:800_source:cawiki}} · [[Categoria:Arenal d'en Castell]]                   |
| Platja de Na Macaret                                                                      | Arena, urbà              | 50 x 20                | Es Mercadal 40° 00′ 58″ N, 4° 12′ 02″ E / 40.01613°N,4.20058°E                     | PL-IB-74023 | {{ca\|Na Macaret (es Mercadal)}} · {{WLE-AD-ES\|PL-IB-74023}} · {{Object location dec\|40.01613\|4.20058\|region:ES-IB_type:landmark_dim:120_source:cawiki}} · [[Categoria:Beaches of Menorca]]                             |
| Cala Presili o Platja de Capifort                                                         |                          |                        | Maó 39° 59′ 33″ N, 4° 15′ 17″ E / 39.99242°N,4.25480°E                             | PL-IB-70105 | {{ca\|Cala Presili (Maó)}} · {{WLE-AD-ES\|PL-IB-70105}} · {{Object location dec\|39.99242\|4.25480\|region:ES-IB_type:landmark_dim:260_source:cawiki}} · [[Categoria:Beaches of Menorca]]                                   |
| Platja d'en Tortuga i Arenal de Morella Nou                                               |                          |                        | Maó 39° 59′ 17″ N, 4° 15′ 20″ E / 39.98803°N,4.25553°E                             | PL-IB-70106 | {{ca\|Platja d'en Tortuga (Maó)}} · {{WLE-AD-ES\|PL-IB-70106}} · {{Object location dec\|39.98803\|4.25553\|region:ES-IB_type:landmark_dim:370_source:cawiki}} · [[Categoria:Arenal de Morella, Menorca]]                    |
| Cala Morella Nou                                                                          |                          |                        | Maó 39° 58′ 57″ N, 4° 15′ 30″ E / 39.98251°N,4.25836°E                             | PL-IB-70107 | {{ca\|Cala Morella Nou (Maó)}} · {{WLE-AD-ES\|PL-IB-70107}} · {{Object location dec\|39.98251\|4.25836\|region:ES-IB_type:landmark_dim:400_source:cawiki}} · [[Categoria:Beaches of Menorca]]                               |
| Cala en Cavaller                                                                          |                          |                        | Maó 39° 58′ 44″ N, 4° 15′ 33″ E / 39.97895°N,4.25904°E                             | PL-IB-70108 | {{ca\|Cala en Cavaller (Maó)}} · {{WLE-AD-ES\|PL-IB-70108}} · {{Object location dec\|39.97895\|4.25904\|region:ES-IB_type:landmark_dim:180_source:cawiki}} · [[Categoria:Cala en Caballer, Menorca]]                        |
| Cala de sa Torreta: Cala Rambles, Caló de sa Torreta i Mames Primes                       |                          |                        | Maó 39° 57′ 49″ N, 4° 15′ 22″ E / 39.96364°N,4.25621°E                             | PL-IB-70109 | {{ca\|Cala de sa Torreta (Maó)}} · {{WLE-AD-ES\|PL-IB-70109}} · {{Object location dec\|39.96364\|4.25621\|region:ES-IB_type:landmark_dim:580_source:cawiki}} · [[Categoria:Platja de sa Torreta, Menorca]]                  |
| Cala dels Tamarells o Platja dels Tamarells: Tamarells del Nord i Tamarells del Sud       |                          |                        | Maó 39° 57′ 33″ N, 4° 15′ 46″ E / 39.95924°N,4.26265°E                             | PL-IB-70110 | {{ca\|Cala de sa Torreta (Maó)}} · {{WLE-AD-ES\|PL-IB-70110}} · {{Object location dec\|39.95924\|4.26265\|region:ES-IB_type:landmark_dim:520_source:cawiki}} · [[Categoria:Cala des Tamarells, Menorca]]                    |
| Platja des Grau i Bol Llang                                                               | Arena, urbà protegit     | 590 x 35               | Maó 39° 57′ 02″ N, 4° 15′ 52″ E / 39.95060°N,4.26440°E                             | PL-IB-70101 | {{ca\|Platja des Grau (Maó)}} · {{WLE-AD-ES\|PL-IB-70101}} · {{Object location dec\|39.95060\|4.26440\|region:ES-IB_type:landmark_dim:370_source:cawiki}} · [[Categoria:Beaches of Menorca]]                                |
| Arenal de sa Mesquida                                                                     | Arena, urbà              | 300 x 50               | Maó Cala Mesquida 39° 54′ 57″ N, 4° 17′ 11″ E / 39.91579°N,4.28629°E               | PL-IB-70102 | {{ca\|Arenal de sa Mesquida (Maó)}} · {{WLE-AD-ES\|PL-IB-70102}} · {{Object location dec\|39.91579\|4.28629\|region:ES-IB_type:landmark_dim:310_source:cawiki}} · [[Categoria:Arenal Gran de sa Mesquida]]                  |